# Производство бронетехники в Италии во время Второй мировой войны
В годы Второй мировой войны, Италия производила бронетехнику в наименьшем количестве из всех трех главных государств «оси». Если Германия за годы войны произвела почти 50 000 единиц бронетехники, Япония 7000, то Италия построила лишь около 4500 единиц бронетехники. Это объяснялось ограниченной мощностью промышленности страны, дефицитом сырья, в основном импортируемого извне, и тем, что к современному и более-менее массовому танкостроению итальянцы пришли лишь к концу 1930-х годов. Италия имела только два основных завода выпускавших бронетехнику: артиллерийский концерна "Ansaldo" в Генуе и завод FIAT в Мирафьори. Оба были объединены в консорциум производящий танки, бронеавтомобили и самоходные установки. Отдельные предприятия, вроде Viberti, подключились к созданию бронетехники ближе к концу войны, не внеся существенного вклада. Ко вступлению Италии во Вторую мировую войну в июне 1940 года у неё имелось около 1800 единиц бронетехники, в большинстве своем устаревшего типа.
После капитуляции страны и оккупации её северной и центральной части, итальянская бронетанковая промышленность перешла в распоряжение гитлеровских оккупантов и оставалась под их контролем до 1945 года.
В этой статье приведены данные с 1940 года (года вступления Италии во Вторую мировую войну) и до 1945 года включительно (года окончания войны, в том числе и для Италии).

## Объемы выпуска
Стоит учесть, что в Италии была собственная классификация бронетехники по массе, отличная от других стран. Например, то что в других странах считалось средним танком (масса от 15 до 30 тонн), в Италии считалось тяжелым танком, то что в других странах считалось легким танком или самоходкой (масса от 5 до 15 тонн), в Италии считалось средним по массе. 

### Малая бронетехника
|       | 1940 | 1941 | 1942 | 1943 | 1944/45 | Всего |
| ----- | ---- | ---- | ---- | ---- | ------- | ----- |
| L3/35 | 17   | -    | -    | -    | -       |       |
| Всего |      |      |      |      |         | 17    |

Танкетка L3/33 выпускалась с 1933 года, в 1935 и 1938 годах были созданы модернизированные варианты. Всего было построено около 2000 тысяч единиц. Из них около 400 отправлены на экспорт. Несмотря на то, что в 1940 году танкетка была снята с производства, она оставалась на вооружении практически до самого конца войны.

### Легкая бронетехника
|                    | 1940 | 1941 | 1942 | 1943 | 1944/45 | Всего |
| ------------------ | ---- | ---- | ---- | ---- | ------- | ----- |
| L6/40              |      | -    | -    | -    | -       | 283   |
| Командирские танки |      |      |      |      |         | 17    |
| L40                |      | -    | -    | -    | -       | 300   |
| Всего              |      |      |      |      |         | 600   |

Командирскими танками являлись машины без орудийной башни и вооружения, оснащенные двумя радиостанциями.

### Средняя бронетехника
|                    | 1940 | 1941 | 1942 | 1943 | 1944/45 | Всего |
| ------------------ | ---- | ---- | ---- | ---- | ------- | ----- |
| M11/39             | 100  |      |      |      |         | 100   |
| M13/40             | 235  | 475  |      |      |         | 710   |
| M14/41             |      | 376  | 319  |      |         | 695   |
| M15/42             |      | 1    | 104  | 115  | 24      | 244   |
| Командирские танки |      |      |      |      |         | 150   |
| САУ1               |      |      |      |      |         | 659   |
| Всего              |      |      |      |      |         | 2408  |

1 Включая самоходные артиллерийские установки: Semovente da 75/18 на шасси M13, M14, M15; Semovente da 75/34.

### Тяжёлая бронетехника
|        | 1940 | 1941 | 1942 | 1943 | 1944/45 | Всего |
| ------ | ---- | ---- | ---- | ---- | ------- | ----- |
| P26/40 |      |      |      | 1    | 101     | 102   |
| САУ1   |      |      |      |      |         | 131   |
| Всего  |      |      |      |      |         | 233   |

1 Включая самоходные артиллерийские установки: Semovente da 75/46; Semovente da 90/53; Semovente da 105/25; Semovente da 149/40

### Бронеавтомобили
|                  | 1940 | 1941 | 1942 | 1943 | 1944/45 | Всего |
| ---------------- | ---- | ---- | ---- | ---- | ------- | ----- |
| Autoblinda 40    | 24   |      |      |      |         | 24    |
| Autoblinda 41    |      | 250  | 302  | 73   | 23      | 6672  |
| Autoblinda 43    |      |      |      |      | 79      | 79    |
| Autoblinda Lince |      |      |      |      |         | 129   |
| SPA-Viberti AS43 |      |      |      |      | 10      | 10    |
| Всего            |      |      |      |      |         | 909   |

2 Вместе с модификацией на железнодорожном ходу в количестве 20 единиц.

### Бронетранспортёры
|                          | 1940 | 1941 | 1942 | 1943 | 1944/45 | Всего |
| ------------------------ | ---- | ---- | ---- | ---- | ------- | ----- |
| Autoprotetto S37         |      |      |      |      |         | 150   |
| SPA Dovunque 35 protetto |      |      |      |      |         | 6     |
| FIAT 665NM Scudato       |      |      |      |      |         | 110   |
| Всего                    |      |      |      |      |         | 266   |

Бронетранспортёры строились лишь с 1941 года, полукустарным способом и представляли из себя скорее импровизированные бронированные грузовые автомобили, чем специализированную боевую технику.